# Сато Тьоеї
Сато Тьоеї (яп. 佐藤 長栄, нар. 15 квітня 1951, Ямаґата —) — японський футболіст, що грав на позиції воротаря.

## Клубна кар'єра
Грав за команду Фурукава Електрік.

## Виступи за збірну
Дебютував 1978 року в офіційних матчах у складі національної збірної Японії. У формі головної команди країни зіграв 1 матч.

## Статистика
Статистика виступів у національній збірній.
| Збірна Японії | Збірна Японії | Збірна Японії |
| Роки          | Ігри          | голи          |
| ------------- | ------------- | ------------- |
| 1978          | 1             | 0             |
| Усього        | 1             | 0             |